# St. Laurentius (Frankfurt-Kalbach)
Die katholische St. Laurentiuskirche ist ein barockes Gotteshaus und ein hessisches Kulturdenkmal in Kalbach, einem nördlichen Stadtteil von Frankfurt am Main. St. Laurentius gehört als Gemeindekirche neben sechs weiteren Filialkirchen seit 2016 zur Pfarrei St. Katharina von Siena im Frankfurter Nordwesten, welche dem Bistum Limburg angehört.

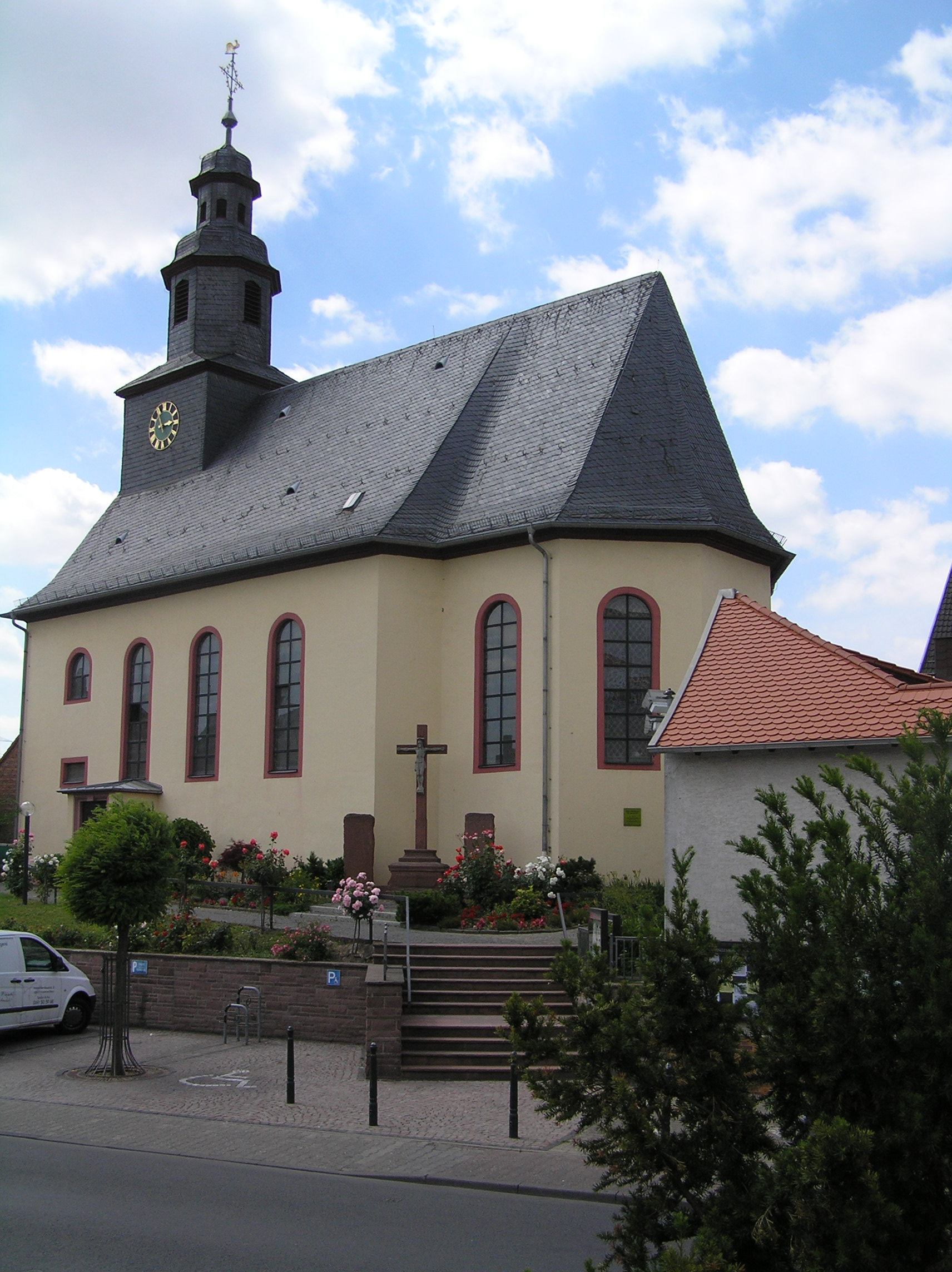
Kalbacher St. Laurentiuskirche

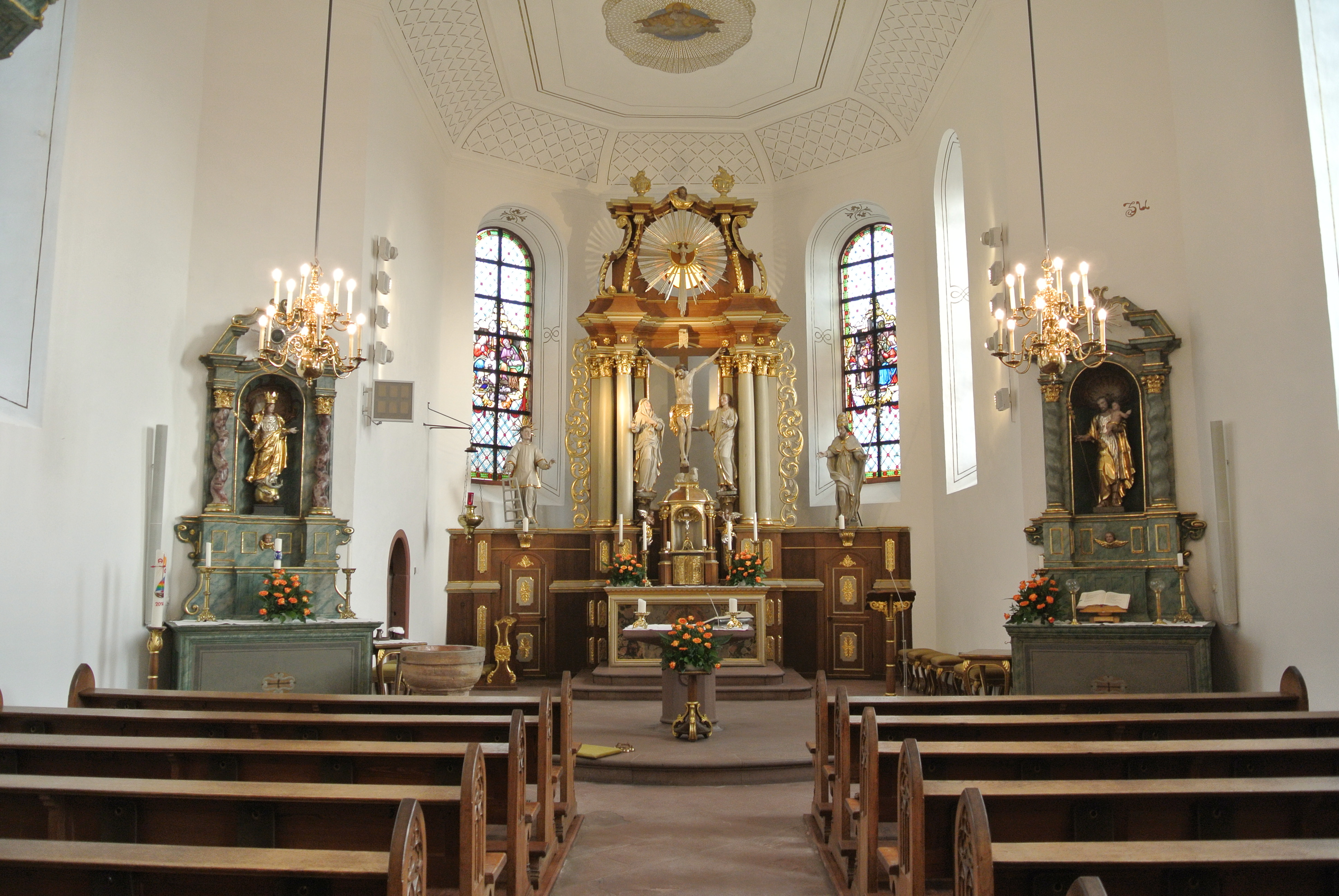
Altarraum

## Entstehung und Entwicklung
Im Mittelalter war die Kalbacher Kirchengemeinde eine Filialkirche der Weißkirchener Mutterkirche zu Crutzen und Bonames. Aus dem Jahr 1446 ist überliefert, dass sich auf dem erhöhten Platz der heutigen St. Laurentiuskirche eine einfache Holzkirche befand. Nach der weitgehenden Zerstörung Kalbachs im Dreißigjährigen Krieg wurde 1652 eine neue, etwas größere Holzkirche errichtet. Weiterhin kam der Pfarrer aus Weißkirchen zum Gottesdienst nach Kalbach. Die Bevölkerung wuchs in den Jahrzehnten nach dem Krieg wieder an, sodass die bisherige Kirche zu klein wurde.
1733 wurde mit dem Bau der heutigen St. Laurentiuskirche begonnen. Tiroler Bauleute unter der Leitung des Meisters Christian Fritz erstellten das Gebäude über mehrere Jahrzehnte. Für den Unterbau wurden Steine vom Steinbruch Kreuzergut und Reste der zerstörten Kirche zu Crutzen verwendet. 1736 war Grundsteinlegung. Am 11. August 1765 wurde die fertiggestellte St. Laurentiuskirche von Weihbischof Christoph Nebel geweiht. 1847 trennte sich die Filiale von Weißkirchen, und Kalbach wurde eine eigenständige Pfarrgemeinde.

## Architektur
Die St. Laurentiuskirche befindet sich im Ortskern an der Kalbacher Hauptstraße auf einem Geländeplateau. Die barocke Saalkirche ist nach Nordosten ausgerichtet. Der vom Hauptbau zurückgestaffelte Chor endet mit einem Fünfachtelschluss. Die Seitenlängen des Baus betragen etwa zweiundzwanzig und elf Meter. Die verputzten Fassaden sind durch hohe Rundbogenfenster gegliedert. Das steil geneigte Schieferdach schließt im Westen mit einem hohen Dachreiter ab.
Der Innenraum ist barock ausgestaltet und durch den reich verzierten Altar geprägt. Vor den hell verputzten Wänden setzt sich der figürliche Schmuck ab. Die drei Altäre stammen aus der alten Kirche. Die Seitenaltäre wurden im Jahr 1608 und der Hochaltar 1700 geschaffen und 1770 ergänzt. Die Kanzel wurde zur Bauzeit gefertigt.